# Robert Metzel
Robert Metzel SOCist (* in Volkach; † 8. Oktober 1689) war von 1675 bis 1689 Abt des Zisterzienserklosters in Maria Bildhausen.

## Bildhausen vor Metzel
Das Kloster war in der Zeit vor dem Amtsantritt von Robert Metzel vom Wiederaufbau nach dem Dreißigjährigen Krieg geprägt. Sein Vorgänger Valentin IV. Hendinger weilte im Jahr 1639 noch im Exil, weil immer wieder fremde Truppen die Klosteranlage heimsuchten. Nach 1644 erwarb er entfremdete Besitzungen für den Konvent zurück und ließ den Klosterhof in Neustadt an der Saale neu erbauen. Nach dem Krieg wurde Bildhausen allerdings bald in den Streit zwischen dem Hochstift Würzburg und dem Kloster Ebrach hereingezogen, die beide die Oberherrschaft über das Kloster beanspruchten.

## Leben

### Frühe Jahre
Robert Metzel wurde im 17. Jahrhundert in der fränkischen Amtsstadt Volkach geboren. Über die Familie des späteren Abtes ist nichts bekannt, wahrscheinlich waren sie angesehene Bürger der Ackerbürgerstadt. Die Stadt orientierte sich in Richtung der Bistumsmetropole Würzburg und so besuchte Metzel, vielleicht nach einem Abschluss an der Volkacher Lateinschule, wahrscheinlich die Universität Würzburg, um hier Theologie zu studieren. Allerdings wurde diese Ausbildung in den Quellen nicht erwähnt.
Der junge Metzel trat wohl bereits in jungen Jahren in den Konvent von Kloster Bildhausen ein und stieg in dem durch den langen Krieg ausgezehrten Konvent schnell auf. So war er im Jahr 1667 als Bursarius für die Lebensmittelversorgung im Kloster verantwortlich. Im Jahr 1671 nannte man Metzel zusammen mit einem gewissen Gotfridus Prior des Klosters. Zwischen 1672 und 1675 betreute Metzel die Johanneskirche in Brendlorenzen als Seelsorger und verwaltete zeitgleich den Klosterhof in Neustadt als Oeconomicus.
Nach dem Tod des Valentin Hendinger im Juli 1675 wurde eine Abtswahl notwendig. Abt Alberich Degen von Ebrach setzte daraufhin den Wahltag auf den 26. Juli fest. Der Fürstbischof von Würzburg, Peter Philipp von Dernbach, wollte dies nicht akzeptieren und verlegte die geplante Wahl auf den 29. Juli. Alberich lenkte ein und folgte dem fürstbischöflichen Vorschlag. Am 24. Juli 1675 erreichte Alberich Degen die Abtei Bildhausen, am 28. Juli kamen auch die Würzburger Wahlkommissare an.
Wieder gab es Streitigkeiten zwischen beiden Parteien. Die Würzburger wollten den Abt einsetzen und auch während des Mahls den Vorrang vor Ebrach haben. Alberich Degen drohte mit seiner Abreise, woraufhin ein Kompromiss geschlossen wurde: Im Wahlkapitel sollte der Abt von Ebrach den Vorsitz haben, während zu Tisch die Würzburger zuerst gratulieren sollten. Robert Metzel wurde mit 17 von 27 Stimmen zum neuen Abt gewählt und erhielt vom Ebracher Abt den Schlüssel zum Kloster.

### Als Abt
Weitere Probleme traten auf, als sich Metzel in Würzburg präsentieren sollte, um hier vom Suffragan konsekriert zu werden. Der Fürstbischof forderte zuvor demütige Gesten von dem Neugewählten. Abt Robert wandte sich daraufhin nach Ebrach und erhielt den Rat die Forderungen zu ignorieren und einfach nach Würzburg zu reisen. Die Quellen schweigen dann über die Reise nach Würzburg. Fest steht, dass Metzel am 6. Oktober 1675 die Konsekration entgegennahm.
Metzel forcierte weiter den Wiederaufbau. Bereits 1676 entstanden die Oberen Stallungen auf dem Klostergelände. Im gleichen Jahr konnte man den sogenannten Keltzenhof bei Strahlungen für das Kloster zurück erwerben. Auch zahlte man von den von Abt Georg Kihn in Köln aufgenommenen Schulden 1.100 Gulden ab. Zeitgleich ließ er die Klosterkirche ausbessern und den sogenannten Fürstensaal in den Konventsgebäuden ausgestalten. Ebenso entstand der Klosterhof in Münnerstadt unter Metzel neu.
Im Jahr 1678 konnte die Pfarrei Neustadt an der Saale wieder durch einen Mönch von Bildhausen besetzt werden. Ein Jahr später erhielt die Klosterkirche in Bildhausen einen Hochaltar. 1682 wurde die Ausstattung um eine neue Orgel und Malereien durch Marcus Ochs ergänzt. Im gleichen Jahr besuchte Abt Robert die erste Jubelfeier der Universität Würzburg, ein Jahr später reiste er zur Trauerfeier für Fürstbischof Johann Philipp wiederum in die Metropole.
In seinen letzten Amtsjahren gelang es einige Zehnten für das Kloster neu zu erwerben. So kaufte man 1686 den Zehnt in Rickersfelden von den Herren von Thüngen. Hier wurde 1687 eine neue Zehntscheune erbaut. Metzel gelang es auch einen jahrhundertealten Streit um den Zehnt von Theinfeld im Sinne des Klosters beizulegen. Am 30. Juli 1686 hatte er bereits den Grundstein für das neue Dormitorium gelegt. Ein Jahr später begann man außerdem mit der Renovierung im Chor der Klosterkirche.
Im Jahr 1688 eskalierte der Streit zwischen Würzburg und Ebrach neuerlich. Ein in Würzburg geplanter Landtag, für den sich Abt Robert bereits angemeldet hatte, fand nicht statt. Gleichzeitig erkrankte der Prälat an Wassersucht. Er erlebte am 8. Oktober 1688 noch die Ankunft eines Muttergottesbildes für die Klosterkirche. Am gleichen Tag des folgenden Jahres 1689 starb Abt Robert gegen 20 Uhr abends. Nach seinem Tod gab es Streit, weil der Tod des Abtes in Würzburg zu spät gemeldet worden war.